# 氷青
氷青（ひょうせい、1973年4月21日 - ）は、日本の女性声優、シンガーソングライター。パワー・ライズに所属。本名および旧芸名は横手 久美子（よこて くみこ）。

## 略歴
日本大学習志野高等学校を経て日本大学芸術学部演劇学科卒業後、舞台活動を経る。しかし、あまり容姿を見せるより「声だけの方が向いている」と思い、声優としての活動を始める。2009年4月8日付けのブログによると、声優としての活動については向いていたのかはわからないものの、「素敵な仕事だな」と語る。
東京アナウンスアカデミー（現：東京アナウンス・声優アカデミー）を卒業後、賢プロダクションに所属し
、2013年6月30日まで同社在籍。その後フリーの期間を経て、同年8月1日よりトリトリオフィスへ移籍。2015年6月、同社のトリアスとの合併による発展発足に伴い、現事務所に移籍した。
声優としての活動をしていくうちにキャラクターソングを歌う機会も増えて、仕事関係で知り合った人物に「バンドでボーカルをやってみない？」と誘われた。その人物のバンドはクランベリーズなどアイリッシュロック系の音楽をしており、そこで詞や曲作りも覚えて音楽活動も始める。2004年春に歌手活動を始めるのを機に、芸名を氷青に変更した。それまでは本名の横手 久美子（よこて くみこ）で活動していた。同年にOVA『東京大学物語』のテーマ曲「君のもとへ」でCDデビューし、同曲の作詞・作曲も務めた。2009年から、昭和歌謡・ボサノヴァをベースにしたユニット「milleluci」（ミッレルーチ）のヴォーカリストとしても活動中、2016年よりバンド名を「千のアカシ」に変更。

## 人物
声優としては様々な声の芝居をしており、役柄についてはジャンルを問わない多芸さを持つ。『銀河鉄道物語』のジュリア・F・レインハート役のようなミステリアスな大人の女性役も演じることもあるが、氷青自身は大人の女性へのこだわりがより強く、旧公式ホームページによると「今後は更にその部分もPRして行きたい」と述べていた。
趣味・特技は歌唱、料理、イラスト。
免許は第一種普通免許、書道五段。
姉がいる。

## 出演
太字はメインキャラクター。

### テレビアニメ
1998年
- ジェネレイターガウル（チチ、アナウンス、アナウンサー）
- しましまとらのしまじろう（1998年 - 2007年、モンジロウ）
- スーパードール★リカちゃん（シスター聖美、蕗谷明子、高林夕子、夢の中の女性、女王様、玲子、ユリ 他）
- ふたり暮らし（里華）

1999年
- おジャ魔女どれみ（1999年 - 2002年、小竹哲也、よしあき、かよこの母、小山ゆうこ 他）- 4シリーズ

2000年
- 妖しのセレス（天女、マネージャー）
- うちゅう人 田中太郎（松野内ユタカ）
- とっとこハム太郎（サエさん、インタビュアー）

2001年
- シスター・プリンセス シリーズ（2001年 - 2002年、白雪）- 2シリーズ
- ナジカ電撃作戦

2002年
- アクエリアンエイジ Sign for Evolution（神崎あかね）
- ヴァイスクロイツ グリーエン
- カスミン（アシスタント）
- ギャラクシーエンジェル（子供A、子供マッスル）
- デジモンフロンティア（ツノモン）
- パラッパラッパー（ビルディングちゃん）
- ポケットモンスター（ミココ、ナゾノクサ）
- ロックマンエグゼ シリーズ（2002年 - 2006年、黒井みゆき / みゆみゆ、スターマン 他）- 4シリーズ

2003年
- 明日のナージャ（令嬢）
- 銀河鉄道物語（2003年 - 2007年、ジュリア・F・レインハート）- 2シリーズ
- GetBackers-奪還屋-（女の子、少年）
- 金色のガッシュベル!!（受付）
- 時空冒険記ゼントリックス（シルバージェネラル）
- BPS バトルプログラマーシラセ（川原砂姫）
- らいむいろ戦奇譚（ソフィア）

2004年
- 今日からマ王!（茶屋の娘）
- PEACE MAKER 鐵（芸妓、鉄之助の母）
- ポケットモンスター アドバンスジェネレーション（ナギ）
- 魔法少女リリカルなのは（2004年 - 2005年、ノエル・K・エーアリヒカイト）- 2シリーズ

2005年
- IZUMO -猛き剣の閃記-（白鳥琴乃、サル）
- エレメンタル ジェレイド（パール〈パーティン・セルス〉）
- 奥さまは魔法少女（丹羽涼子）
- こてんこてんこ（アナウンス、レポーター）
- ふたりはプリキュア Max Heart（望の母）

2006年
- 砂沙美☆魔法少女クラブ（美星先生）
- Gift〜eternal rainbow〜（ジンタ、ルイリー / 朋子、天海晴、霧乃の母、他）
- ギャラクシーエンジェる〜ん（セレブ主婦）
- きらりん☆レボリューション（虹川社長）
- Strawberry Panic（冬森詩遠）
- ふたりはプリキュア Splash Star（篠原先生）
- 蟲師（朔）
- 夜明け前より瑠璃色な-Crescent Love-（鷹見沢菜月）

2007年
- ケロロ軍曹（上級生）
- ロビーとケロビー（ラビハート、アイブー女王 他）

2008年
- 君が主で執事が俺で（朱子）
- しゅごキャラ!（2008年 - 2009年、エル）- 3シリーズ

2009年
- 11eyes（スペルビア / 草壁操）
- 真・恋姫†無双（2009年 - 2010年、程昱）- 2シリーズ
- リストランテ・パラディーゾ（マダム）

2010年
- ハートキャッチプリキュア!（来海さくら）

2011年
- 真剣で私に恋しなさい!!（椎名京）

2012年
- 神様はじめました（鳴神姫）

2013年
- ドキドキ!プリキュア（五星麗奈）

2018年
- 俺が好きなのは妹だけど妹じゃない（白雪）

2020年
- エタニティ 〜深夜の濡恋ちゃんねる♡〜（中村瞳子、同僚C、尾関玲緒） - 通常版

2022年
- 惑星のさみだれ（シア＝ムーン）

### 劇場アニメ
- 映画 ハートキャッチプリキュア! 花の都でファッションショー…ですか!?（2010年、来海さくら）
- 劇場版 誰ガ為のアルケミスト（2019年、レベッカ）
- 魔女見習いをさがして（2020年、牧田祐司）

### OVA
1999年
- てなもんやボイジャーズ（オペレーターB）
- ときめきメモリアル（女の子）

2001年
- 鋼鉄天使くるみ零（鋼鉄天使）

2002年
- おれたち、ともだち!（キツネ）
- ふたりエッチ（小野田淳）

2003年
- アクエリアンエイジ Saga II 〜Don't forget me…〜（夜羽子・アシュレイ）
- がぁーでぃあんHearts（先輩）

2004年
- おジャ魔女どれみナ・イ・ショ（小竹哲也、よしあき、女の子）
- コゼットの肖像（真滝八海）

2005年
- フリクリ（女性オペレーターB）

2007年
- シルバニアファミリー（わたウサギくん）
- Gift〜eternal rainbow〜（ジンタ）※DVD第7巻収録

2008年
- 最終試験くじら Progressive（里崎美枝子）

2009年
- 異世界の聖機師物語（エメラ）

2010年
- 11eyes volume7 OVA Special（スペルビア）

2011年
- 真・恋姫†無双〜乙女大乱〜 †あわわっDVD/Blu-ray第七巻はOVAすぺしゃるです〜†（程昱）

### Webアニメ
- 最終試験くじら（2007年、茂木優佳、茂木美佳）

### ゲーム
1997年
- AnEarth Fantasy Stories THE FIRST VOLUME（ウパウパ）
- ムーンライトシンドローム
- コットン シリーズ（1997年 - 2021年、アプリ・ケ・パンプキン） - 4作品

1998年
- ヒロインドリーム2（美宗萌）
- Find Love シリーズ（1998年 - 2000年）- 4作品
  - Find Love 2 ～The Prologue～（1998年、生沢杏子）
  - Find Love 2 ～Rhapsody～（1998年、生沢杏子）
  - Find Love EX マインドブローイング（1999年、青山ナナ）
  - この胸の中生きて… Find Love EX2（2000年、瑠璃子）

- P.S.@【ぴ〜えす】（純）
- ファンタスティックフォーチュン（ガゼル・ターナ、リュクセル・フォン・ブラウン）

2000年
- タツノコファイト（ネオン）
- ハッピィサルベージ（エリッサ）

2001年
- エミーリア（イリーナ）
- シスター・プリンセス シリーズ（2001年 - 2003年、白雪） - 5作品
- てんたま（篠崎千夏） - 2作品
- プリズム・ハート（チャ・イーナ） - DC版

2002年
- おジャ魔女どれみドッカ〜ン!にじいろパラダイス（小竹哲也）
- Erde 〜ネズの樹の下で〜（アヤ）

2003年
- ロックマンエグゼ トランスミッション（スターマン）

2004年
- 機神咆吼デモンベイン（アリスン）- エンドロールでは横手久美子名義
- 魔女っ娘ア・ラ・モード 唱えて、恋の魔法!（ホルン・スティープル）
- てんたま2wins（篠崎千夏）
- らいむいろ戦奇譚☆純（ソフィア）
- ラクガキ王国2 魔王城の戦い（タブレット、アルシュ）

2005年
- エレメンタル ジェレイド-纏え、翠風の剣-（パール〈パーティン・セルス〉）

2006年
- ミステリート 八十神かおるの事件ファイル（星野恵、真道マイカ）
  - ミステリート 〜ディテクティブ・バケーション〜（フィーナ）

- Gift -prism-（ジンタ、ルイリー / 朋子、天海晴、美凪の母）
- 機神飛翔デモンベイン（アリスン、葉月 / ハヅキ、ウアルダ）
- ファイナルファンタジーXII（リノ）
- マブラヴ 全年齢版（神代巽）
- マブラヴ オルタネイティヴ 全年齢版（神代巽）
- メルヘヴン 忘却のクラヴィーア（サラ・バンド）
- 夜明け前より瑠璃色な（2006年 - 2010年、鷹見沢菜月） - 3作品

2007年
- 最終試験くじら -Alive-（茂木優佳、茂木美佳）

2008年
- 君が主で執事が俺で お仕え日記（2008年 - 2012年、朱子） - 2作品
- しゅごキャラ! あむのにじいろキャラチェンジ（エル）
- 恋姫†夢想 〜ドキッ☆乙女だらけの三国志演義〜（孫尚香）
- ZODIAC-前編- / -後編-（暮田蘭、加護芽生） - 2作品

2009年
- 11eyes CrossOver（スペルビア / 草壁操）
- しゅごキャラ! ノリノリ!キャラなりズム♪（エル）
- GARNET CRADLE（2009年 - 2011年、遥花） - 2作品
- ルミナスアーク3 アイズ（ボナパルト）

2010年
- セカンドノベル 〜彼女の夏、15分の記憶〜（由加里 / ユカリ）
- 真・恋姫†夢想〜乙女繚乱☆三国志演義〜 魏編（程昱）

2011年
- 真・恋姫†夢想 〜乙女対戦★三国志演義〜（程昱）
- みんなのGOLF6

2012年
- 真剣で私に恋しなさい!!R（椎名京）
- 華アワセ（2012年 - 2019年、露吹） - 4作品

2014年
- ウチの姫さまがいちばんカワイイ（夜魔姫 ニクス・ヤーマー）
- 穢翼のユースティア Angel's blessing（ガウ・ルゲイラ）
- 恋姫†演武（程昱）
- 相州戦神館學園 八命陣 天之刻（キーラ・ゲオルギエヴナ・グルジェワ）
- もっと姉、ちゃんとしようよっ! +PLUS（一条境）

2015年
- ChuSingura46+1 -忠臣蔵46+1- V（間新六）
- レヴナントドグマ（ユリ）
- ウィッチャー3 ワイルドハント（プリシラ）
- かんぱに☆ガールズ（2015年 - 2019年、レレク・マハ、レイファン・ロウ、シュトリー・バッシュ、エルミナ・ロムベルク、ミュセル・ユーゲント、キリカ・コノハナ）

2016年
- √Letter ルートレター（2016年 - 2018年、村上美咲） - 2作品
- トリックスター 召喚士になりたい（つらら、クレア）
- りっく☆じあ〜す（2016年 - 2018年、船岡恵理、霞目ののか、74式戦車(第4戦車大隊Ver)、多賀城直葉、10式戦車(第1戦車大隊Ver)、AH-64D 改）
- ERAKiS〜永遠の塔と騎士の物語〜（アマランス）
- ビーナスイレブンびびっど!（千堂もなか）

2017年
- 誰ガ為のアルケミスト（レベッカ）
- GOD WARS 〜時をこえて〜（2017年 - 2018年、サヨリ、イワナガ） - 2作品
- ザ・ロストチャイルド（ハスター、マステマ、淡島ががち）
- グランドサマナーズ（冥蟲姫ラドアクネ）
- 侵攻のオトメギアス（III号戦車E型 リン）

2018年
- 新幕 桜降る代に決闘を（ユキヒ）

2019年
- クイズRPG 魔法使いと黒猫のウィズ（カティア・イムプレ）
- 絵師神の絆（トミー）
- エンゲージプリンセス〜眠れる姫君と夢の魔法使い〜（ゼノ）
- アクション対魔忍（朧）
- LAST KINGS（リゼット）

2020年
- モンスターストライク（レクイエム）
- 海腹川背 BaZooKa!（アプリ）
- CLEARWORLD -クリアワールド-（カタシロ）
- ポルト・ミラージュ（シャムロック、ジニア）
- ヒーローカンターレ（リ・スジン）

2021年
- 東方ダンマクカグラ（風見幽香）
- アークナイツ（インディゴ）

2022年
- 偽りのアリス（2022年 - 2023年、カーレン）

2023年
- アズールレーン（レーゲンスブルク）

2024年
- 八剱伝Switch版（富詠山吹）
- 箱庭開拓 ハムスターと太陽の里

2025年
- ブルーアーカイブ（カノエ）

### パチスロ
- パチスロ 魔法少女リリカルなのは（2015年、ノエル・K・エーアリヒカイト）
- パチスロ ウィッチマスター（2016年、ゲートキーパー）
- パチスロ 防空少女ラブキューレ2〜極限の共鳴〜（2023年、クーン、百舌原 信子）

### ドラマCD
時期不明
- 華アワセ（露吹）
- 岩居由希子 企画ドラマCD第三弾『 夜叉ヶ池 』（白雪姫）
- 岩居由希子 企画ドラマCD第二弾『Wonderful Box』（玲子、社長）

2000年
- TVパニックプレゼンツ ドラマファンディスク Vol.9 てんたま（2000年、篠崎千夏）
  - てんたま ドラマCD（2001年、篠崎千夏）

2001年
- Prologue of Sister Princess 〜Dear My Brother〜（白雪）

2002年
- VOICE CD Sister Princess 〜お兄ちゃん大好き♥〜 シリーズ（2002年 - 2003年、白雪）
  - Sweet Good Night Part1
  - My Little Wish Part1
  - Dream of you Part1

2003年
- 秋桜の空に（野並祥子、幼少時の新沢靖臣）
- がぁーでぃあんHearts（美鈴）

2004年
- 魔法少女リリカルなのは サウンドステージ01（ノエル・K・エーアリヒカイト）
- ドラマCD らぶドル 〜Lovely Idol〜（藤沢瑠璃）

2005年
- 戦う!セバスチャン（デーデマン母）
- IZUMO2 猛き剣の閃記 キャラクターソング＆ドラマCD Vol.2 白鳥琴乃＆白鳥明日香（白鳥琴乃）

2006年
- ドラマCD「夜明け前より瑠璃色な-Crescent Love-」（鷹見沢菜月）
- 最終神話戦争イデアオペラ 第一 - 三章（2006年 - 2007年、パンドラ、エヴァ）
- もつそれ（宮古）

2007年
- 夜明け前より瑠璃色な スペシャルドラマCD+（鷹見沢菜月）
- 君が主で執事が俺で ドラマCD Vol.1 - 8（2007年 - 2008年、朱子）
- テレパシー少女「蘭」事件ノート（大原桃子）

2008年
- 伝説探偵団 戦慓音声劇場 第3巻（結城ミユキ、スミノ）
- 魔法少年マジョーリアン（イオリの母）
- ドラマCD バカとテストと召喚獣 Vol.1、2（霧島翔子）
- 月光のカルネヴァーレ ドラマCD「狂乱のコンプレアンノ」（コルナリーナ）
- MILDE-SORTE〜constructed minds〜（さくら凛）

2009年
- Dies＝Nova（役名不明）
- Broken-Chord（メアリ）
- G線上の魔王 サウンドドラマ -償いの章- 全二巻（白鳥水羽）

2010年
- 11EYES TVアニメ化記念 裏 ドラマCD（スペルビア）
- 真剣で私に恋しなさい!! ドラマCD Vol.1 - 5（椎名京）
- 停電少女と羽蟲のオーケストラ 第五楽章：涙（茜）

2011年
- 穢翼のユースティア（ガウ・ルゲイラ）

2012年
- ドラマCD ふしぎ工房症候群 風の軌跡（主治医）

### その他CD
- Sister Princess Official Fan Club Message CD（2002年、白雪）

### 吹き替え

#### 映画
- インビジブル（セバスチャンの隣人女性）
- ザ・クラウン ハイタワー・ジャック
- プリティ・プリンセス（メレディス）

#### テレビドラマ
- 刑事ナッシュ・ブリッジス#97
- コードネーム＞エタニティ
- サブリナ#82

#### テレビ番組
- The Hills（ハイディ）

#### アニメ
- ザ・バットマン（ポイズン・アイビー）
- バットマン:ブレイブ&ボールド（ポイズン・アイビー）
- ヤング・ジャスティス（ポイズン・アイビー#14）

### ラジオドラマ
- 山田太郎ものがたり（2001年、山田三郎）
- ファイナルファンタジータクティクスアドバンス presents RADIO MAGAZINE WHAT'S IN?（2003年、モンブラン）

### ラジオCD
- 潮風放送局〜みなとらじお! CD #1、2（2007年 - 2008年）
- 潮風放送局〜みなとSTATIONらじお! 〜君が主で執事が俺で編〜 CD #1、4、5、公開録音スペシャル（2009年 - 2010年）
- 潮風放送局〜みなとSTATIONらじお! 〜風間ファミリー編〜 CD#01、04（2010年 - 2012年）
- 真・ラジオ恋姫†無双 再編集版 Vol.01、04（2010年 - 2011年）

### その他
- ベネッセ こどもちゃれんじ（ルール隊 リズ）

## ディスコグラフィ

### シングル
| 枚  | 発売日        | タイトル                          | 規格品番  | オリコン 最高位 |
| --- | ------------- | --------------------------------- | --------- | --------------- |
| 1st | 2004年4月23日 | 君のもとへ                        | GNCA-7901 | 圈外            |
| 2nd | 2010年7月4日  | 今日の空/冬花火〜アコースティック | BLUE-001  | 圈外            |
| 3rd | 2010年9月5日  | 手/君のとなりに                   | BLUE-002  | 圈外            |

### アルバム
| 枚  | 発売日        | タイトル | 規格品番  | オリコン 最高位 |
| --- | ------------- | -------- | --------- | --------------- |
| 1st | 2010年4月21日 | 冬花火   | VGCD-0188 | 253位           |

### タイアップ曲
| 楽曲                                    | タイアップ                                                                                 | 時期   |
| --------------------------------------- | ------------------------------------------------------------------------------------------ | ------ |
| P.S.                                    | PCゲーム『P.S.@【ぴ〜えす】』エンディングテーマ                                            | 1998年 |
| 告白                                    | PCゲーム『P.S.3〜ハーレムナイト〜』エンディングテーマ                                      | 2000年 |
| Love me…                                | PCゲーム『Elise〜エリーゼ〜』エンディングテーマ                                            | 2000年 |
| 遥か〜空・風〜                          | PCゲーム『そこに海があって』オープニングテーマ                                             | 2003年 |
| この夜に                                | PCゲーム『そこに海があって』挿入歌                                                         | 2003年 |
| 君のもとへ                              | OVA『東京大学物語』エンディングテーマ                                                      | 2004年 |
| CHERRY BLOSSOM                          | PCゲーム『ぴゅあらばフレーバー 始まりの場所』主題歌                                        | 2005年 |
| 幾千の夜を超えて                        | ドラマCD『最終神話戦争イデアオペラ 第一章 罅割れたミュトス / 第二章 彷徨う冥界の扉』主題歌 | 2006年 |
| The Moment on Campus 〜あの時の囁き〜   | PCゲーム『Pretty flap 〜ショコラテイスト〜』DVD-ROM版エンディングテーマ                    | 2006年 |
| The Moment of Flap 〜翼が今はばたいた〜 | PCゲーム『Pretty flap 〜ショコラテイスト〜』DL版エンディングテーマ                         | 2006年 |
| 眠れる森                                | ドラマCD『最終神話戦争イデアオペラ 第三章 輝ける悠遠の女神』エンディングテーマ             | 2007年 |
| 青い風                                  | ドラマCD『ふたりのジャンヌ』エンディングテーマ                                             | 2008年 |
| 冬花火                                  | PCゲーム『真剣で私に恋しなさい!』エンディングテーマ                                        | 2009年 |
| ふたりごと                              | PCゲーム『極道の花嫁』エンディングテーマ                                                   | 2011年 |
| あなたと逢える                          | PCゲーム『-atled- everlasting song』第3章挿入歌                                            | 2012年 |
| 蒼穹                                    | PCゲーム『ChuSingura46+1 -忠臣蔵46+1-』2ndエンディングテーマ                               | 2013年 |
| みんなの笑顔                            | PCゲーム『ものべの -happy end-』エンディングテーマ                                         | 2013年 |
| ピース                                  | PCゲーム『花咲ワークスプリング!』エンディングテーマ                                        | 2015年 |
| 息をひそめて 千年の夢                   | PCゲーム『ふるえ、ゆらゆらと』主題歌                                                       | 2017年 |
| 縁道〜ゆかりみち〜                      | PCゲーム『もののあはれは彩の頃。』エンディングテーマ                                       | 2017年 |

### 歌手参加楽曲
| 発売日   | 商品名                                                          | 歌             | 楽曲                                      | 備考                                                                                       |
| ？年     | ？年                                                            | ？年           | ？年                                      | ？年                                                                                       |
| -------- | --------------------------------------------------------------- | -------------- | ----------------------------------------- | ------------------------------------------------------------------------------------------ |
| ？       | P.S.ONLINE 無料配布版                                           | 横手久美子     | 「P.S.」                                  | PCゲーム『P.S.@【ぴ〜えす】』エンディングテーマ                                            |
| ？       | P.S.ONLINE 無料配布版                                           | 横手久美子     | 「告白」                                  | PCゲーム『P.S.3〜ハーレムナイト〜』エンディングテーマ                                      |
| 2004年   |                                                                 |                |                                           |                                                                                            |
| 4月10日  | そこに海があって オリジナルサウンドトラック                     | 氷青           | 「遥か〜空・風〜」                        | PCゲーム『そこに海があって』オープニングテーマ                                             |
| 4月10日  | そこに海があって オリジナルサウンドトラック                     | 氷青           | 「この夜に」                              | PCゲーム『そこに海があって』挿入歌                                                         |
| 2006年   |                                                                 |                |                                           |                                                                                            |
| 2月24日  | XUSE VOCAL COLLECTION vol.1                                     | 横手久美子     | 「Love me…」                              | PCゲーム『Elise〜エリーゼ〜』エンディングテーマ                                            |
| 8月25日  | Pretty flap 〜ショコラテイスト〜 オフィシャル通販特典サントラCD | 氷青           | 「The Moment on Campus 〜あの時の囁き〜」 | PCゲーム『Pretty flap 〜ショコラテイスト〜』DVD-ROM版エンディングテーマ                    |
| 9月27日  | 最終神話戦争イデアオペラ 第一章 罅割れたミュトス                | 氷青           | 「幾千の夜を超えて」                      | ドラマCD『最終神話戦争イデアオペラ 第一章 罅割れたミュトス / 第二章 彷徨う冥界の扉』主題歌 |
| 2008年   |                                                                 |                |                                           |                                                                                            |
| 12月29日 | MILDE-SORTE〜costructed minds〜                                 | 氷青           | 「今ならわかること」 「その先へ…」        |                                                                                            |
| 2009年   |                                                                 |                |                                           |                                                                                            |
| 8月15日  | Dies=Nova                                                       | 氷青           | 「導〜melubis wa dies〜」                 |                                                                                            |
| 12月30日 | Broken-Chord                                                    | 氷青           | 「Prayer」                                |                                                                                            |
| 2011年   |                                                                 |                |                                           |                                                                                            |
|          | -                                                               | 氷青           | 「ふたりごと」                            | PCゲーム『極道の花嫁』エンディングテーマ                                                   |
| 2012年   |                                                                 |                |                                           |                                                                                            |
| 7月27日  | atled -everlasting song -Vocal Album-                           | 氷青           | 「あなたと逢える」                        | PCゲーム『-atled- everlasting song』第3章挿入歌                                            |
| 2013年   |                                                                 |                |                                           |                                                                                            |
| 5月31日  | ChuSingura46+1 歌姫之宴                                         | 氷青           | 「蒼穹」                                  | PCゲーム『ChuSingura46+1 -忠臣蔵46+1-』2ndエンディングテーマ                               |
| 10月25日 | ものべのボーカル音源集02                                        | 氷青           | 「みんなの笑顔」                          | PCゲーム『ものべの -happy end-』エンディングテーマ                                         |
| 2015年   |                                                                 |                |                                           |                                                                                            |
| 6月26日  | PCゲーム「花咲ワークスプリング!」コンプリートサウンドトラック   | 氷青           | 「ピース」                                | PCゲーム『花咲ワークスプリング!』エンディングテーマ                                        |
| 2017年   |                                                                 |                |                                           |                                                                                            |
| 9月29日  | もののあはれは彩の頃。 初回限定版特典CD                         | 氷青           | 「縁道〜ゆかりみち〜」                    | PCゲーム『もののあはれは彩の頃。』エンディングテーマ                                       |
| 2022年   |                                                                 |                |                                           |                                                                                            |
| 5月5日   | 言葉のない空                                                    | 宍戸留美・氷青 | 「人魚姫」 「遠くへ行った君へ」           | 宍戸留美歌手デビュー31周年記念ミニアルバム                                                 |

#### 未音源化楽曲
| 時期   | 楽曲                                        | 備考                                                               |
| ------ | ------------------------------------------- | ------------------------------------------------------------------ |
| 2005年 | 「CHERRY BLOSSOM」                          | PCゲーム『ぴゅあらばフレーバー 始まりの場所』主題歌                |
| 2006年 | 「The Moment of Flap 〜翼が今はばたいた〜」 | PCゲーム『Pretty flap 〜ショコラテイスト〜』DL版エンディングテーマ |
| 2013年 | 「君を想う」                                |                                                                    |
| 2017年 | 「息をひそめて 千年の夢」                   | PCゲーム『ふるえ、ゆらゆらと』主題歌                               |

### キャラクターソング
| 発売日   | 商品名                                                                                                | 歌 | 楽曲                                                                     | 備考                                                                     |
| 2000年   | 2000年                                                                                                | 2000年 | 2000年                                                                   | 2000年                                                                   |
| -------- | --- | --- | ------------------------------------------------------------------------ | ------------------------------------------------------------------------ |
| 7月20日  | タツノコファイト ORIGINAL SOUNDTRACK                                                                  | ネオン（横手久美子） | 「ためらいの向こうに〜ネオンのテーマ〜」                                 | ゲーム『タツノコファイト』電光石火ヴォルターED                           |
| 2001年   | | |                                                                          |                                                                          |
| 1月24日  | MELODY/shining★star                                                                                   | SISTER PRINCESS | 「MELODY」                                                               | ゲーム『Sister Princess』オープニングテーマ                              |
| 1月24日  | MELODY/shining★star                                                                                   | SISTER PRINCESS | 「shining★star」                                                         | ゲーム『Sister Princess』エンディングテーマ                              |
| 2月7日   | シスター・プリンセス 〜12人の天使たち〜                                                               | 白雪（横手久美子） | 「Sweet sour cherry pie」                                                | 読者参加型企画『シスター・プリンセス』関連曲                             |
| 7月4日   | 笑顔がNo.1!やっぱりネ                                                                                 | Sister Princess | 「笑顔がNo.1!やっぱりネ」 「まひるのアヒル」 「私のダーリン♥」           | テレビアニメ『シスター♥プリンセス』関連曲                                |
| 8月29日  | Sister Princess Original Sound Track Angel Jukebox                                                    | 白雪（横手久美子）、雛子（千葉千恵巳） | 「Hearty Party」                                                         | テレビアニメ『シスター♥プリンセス』関連曲                                |
| 9月29日  | Sister Princess Kaleidoscope                                                                          | 白雪（横手久美子）、春歌（かかずゆみ）、四葉（半場友恵） | 「Face to Face」                                                         | テレビアニメ『シスター♥プリンセス』関連曲                                |
| 9月29日  | Sister Princess Kaleidoscope                                                                          | Sister Princess | 「per favore Boy」                                                       | テレビアニメ『シスター♥プリンセス』関連曲                                |
| 9月29日  | Sister Princess Kaleidoscope                                                                          | Sister Princess | 「TENDER GREEN」                                                         | ラジオ『シスター・プリンセス〜お兄ちゃんといっしょ』エンディングテーマ   |
| 2002年   | | |                                                                          |                                                                          |
| 7月24日  | おジャ魔女ドッカ～ン！ CDくらぶ その3 おジャ魔女ミュージカルコレクションドッカ～ン！                  | | 「わたしのつばさ（出演者歌唱ヴァージョン）」                             | テレビアニメ『おジャ魔女どれみドッカ〜ン!』関連曲                        |
| 10月23日 | おジャ魔女どれみドッカ〜ン！ CDくらぶ その5「おジャ魔女キャラクターヴォーカルコレクション・6年1組篇」 | 小竹哲也（横手久美子） | 「あの娘を連れてワールドカップ」                                         | テレビアニメ『おジャ魔女どれみドッカ〜ン!』関連曲                        |
| 2003年   | | |                                                                          |                                                                          |
| 3月26日  | LOVE FLOWERS                                                                                          | SISTER PRINCESS | 「LOVE FLOWERS」                                                         | ゲーム『Sister Princess 2』オープニングテーマ                            |
| 3月26日  | LOVE FLOWERS                                                                                          | SISTER PRINCESS | 「夢のかけら」                                                           | ゲーム『Sister Princess 2』エンディングテーマ                            |
| 12月21日 | シスター・プリンセス&シスター・プリンセス Re Pure X'mas Song Collection                               | シスタープリンセス +1 | 「その奇跡は永遠に」                                                     | テレビアニメ『シスター♥プリンセス』挿入歌                                |
| 12月21日 | シスター・プリンセス&シスター・プリンセス Re Pure X'mas Song Collection                               | Sister Princess | 「Merry Very X'mas」                                                     | テレビアニメ『シスター・プリンセス〜リピュア〜』最終話エンディングテーマ |
| 12月26日 | そらいろFairy                                                                                         | SISTER PRINCESS | 「そらいろFairy」                                                        | ゲーム『Sister Princess 2 PREMIUM FAN DISC』オープニングテーマ           |
| 12月26日 | そらいろFairy                                                                                         | SISTER PRINCESS | 「しあわせプリンセス」                                                   | ゲーム『Sister Princess 2 PREMIUM FAN DISC』エンディングテーマ           |
| 2005年   | | |                                                                          |                                                                          |
| 10月28日 | IZUMO2 猛き剣の閃記 キャラクターソング＆ドラマCD Vol.2 白鳥琴乃＆白鳥明日香                           | 白鳥琴乃（氷青） | 「White Scene」                                                          | テレビアニメ『IZUMO -猛き剣の閃記-』関連曲                               |
| 2008年   | | |                                                                          |                                                                          |
| 6月25日  | 君が主で執事が俺で キャラクターソングミニアルバム&トークCD                                            | 朱子（氷青） | 「お仕え条例第一条」                                                     | テレビアニメ『君が主で執事が俺で』関連曲                                 |
| 2011年   | | |                                                                          |                                                                          |
| 4月27日  | 愛で斬るなら痛くな〜い！〜Anime Cast Ver.〜/だって真剣恋だもん！                                      | 川神百代（浅川悠）、川神一子（友永朱音）、椎名京（氷青）、クリスティアーネ（伊藤静）、黛由紀江（後藤邑子）                                                                       | 「愛で斬るなら痛くな〜い！〜Anime Cast Ver.〜」 「だって真剣恋だもん！」 | テレビアニメ『真剣で私に恋しなさい!!』関連曲                             |
| 11月9日  | 君の真剣をちょうだい                                                                                  | 川神百代（浅川悠）、川神一子（友永朱音）、椎名京（氷青）、クリスティアーネ（伊藤静）、黛由紀江（後藤邑子）                                                                       | 「君の真剣をちょうだい」                                                 | テレビアニメ『真剣で私に恋しなさい!!』エンディングテーマ                 |
| 12月7日  | MAJI-SONGS                                                                                            | 椎名京（氷青） | 「はらり恋心」                                                           | テレビアニメ『真剣で私に恋しなさい!!』関連曲                             |
| 12月29日 | AUGUST 10th MEMORIAL                                                                                  | フィーナ（生天目仁美）、ミア（野々瀬ミオ）、朝霧麻衣（後藤麻衣）、鷹見沢菜月（氷青）、穂積さやか（黒河奈美）、リースリット（伊藤静）、遠山翠（高野直子）、エステル（結本ミチル） | 「未来パレット」                                                         | ゲーム『夜明け前より瑠璃色な-Brighter than dawning blue-』関連曲         |
| 2012年   | | |                                                                          |                                                                          |
| 1月18日  | 真剣で私に恋しなさい!! 第3巻 タカヒロさん書き下ろしCD「京をひとりじめ!」                              | 椎名京（氷青） | 「君の真剣をちょうだい（京ソロver）」                                    | テレビアニメ『真剣で私に恋しなさい!!』関連曲                             |
| 2015年   | | |                                                                          |                                                                          |
| 8月26日  | THE WOLVEN STORM                                                                                      | プリシラ（氷青） | 「THE WOLVEN STORM」                                                     | ゲーム『ウィッチャー3 ワイルドハント』挿入歌                             |

#### 未音源化楽曲（キャラクターソング）
| 時期   | 楽曲                          | 歌                 | 備考                                                                              |
| ------ | ----------------------------- | ------------------ | --------------------------------------------------------------------------------- |
| 2002年 | 「A Girl in Love（白雪ver）」 | 白雪（横手久美子） | テレビアニメ『シスター・プリンセス〜リピュア〜 キャラクターズ』オープニングテーマ |

### 作詞・作曲を行った作品
2004年
- 君のもとへ（作詞・作曲）
- さよならマリア（作詞・作曲）
- 粉雪（作詞・作曲）

2006年
- 幾千の夜を超えて（作詞）

2007年
- 眠れる森（作詞・作曲）

2008年
- 青い風（作詞・作曲）

2009年
- 冬花火（作詞・作曲）

2010年
- 氷青の1stオリジナルアルバム『冬花火』収録曲
  - 向日葵（作詞・作曲）
  - ピアノ（作詞）
  - SUMMER RAIN（作詞）
  - あなたがいなくて（作詞・作曲）
- 今日の空（作詞・作曲）
- 手（作詞・作曲）
- 君のとなりに（作詞・作曲）

2013年
- 君を想う（作詞・作曲）

2015年
- ピース（作詞）

2016年
- 涙の河（作詞・作曲）-（千のアカシ/旧milleluci関連）
- 夜ノ唄（作詞・作曲）-（千のアカシ/旧milleluci関連）

### 作品提供
- 宍戸留美・氷青「人魚姫」（2021年、作詞・作曲）- 2021年YouTubeでMV先行公開、2022年CD発売。
- 宍戸留美・氷青「遠くへ行った君へ」（2022年、作詞・作曲）

### 映像作品
- Sister Princess Valentine Party（2001年8月1日）
- Live5pb.2010@JCB Hall（2011年4月27日）

## ライブ活動

### ワンマンライブ
| 公演年 | タイトル                                       | 公演日・会場                                  |
| ------ | ---------------------------------------------- | --------------------------------------------- |
| 2006年 | 氷青LIVE〜桜色の風に誘われて〜                 | 全1公演：3月21日、渋谷ルイードK2              |
| 2008年 | 氷青年末ライブ Starlight music〜星に願うこと〜 | 全1公演：12月27日、お茶の水KAKADO             |
| 2011年 | 氷青ライブ                                     | 全1公演：7月18日、新宿SUNFACE                 |
| 2011年 | 氷青 ナツヤスミライブ                          | 全1公演：8月6日、恵比寿アートカフェフレンズ   |
| 2011年 | 氷青さんとハロウィンズ                         | 全1公演：10月30日、恵比寿アートカフェフレンズ |
| 2011年 | 氷青さんと冬支度                               | 全1公演：11月23日、新宿SUNFACE                |
| 2012年 | 氷青さんとバレンタイン                         | 全1公演：2月12日、恵比寿アートカフェフレンズ  |
| 2012年 | 氷青 SUMMER KISS 2012                          | 全1公演：8月26日、恵比寿アートカフェフレンズ  |

### ライブイベント
| 公演年 | 形態       | タイトル                                                               | 公演日・会場                                    |
| ------ | ---------- | ---------------------------------------------------------------------- | ----------------------------------------------- |
| 2004年 | ゲスト出演 | 斎賀みつきLIVE「Atmosphere」                                           | 全1公演：8月22日                                |
| 2005年 | ゲスト出演 | 夏の雨                                                                 | 全1公演：8月21日、お茶の水・KAKADO              |
| 2009年 | ゲスト出演 | Naomi Hirakata Piano trio LIVE                                         | 全1公演：6月14日                                |
| 2010年 | ゲスト出演 | 賢プロ歌謡ショウ2010〜ハッピーバレンタイン・スペシャル〜 vol.1 IN 横浜 | 全1公演：2月6日、                               |
| 2010年 | ゲスト出演 | DreamParty東京 2010春                                                  | 全1公演：5月3日                                 |
| 2010年 | 合同ライブ | Change of Carnival vol.8〜SILENT SUMMER〜                              | 全1公演：7月15日、LIVE GATE TOKYO@EBISU         |
| 2010年 | ゲスト出演 | Live5pb. 2010                                                          | 全1公演：10月16日、JCB HALL（東京都）           |
| 2012年 | ゲスト出演 | Doremi♪Autumn Live                                                     | 全1公演：9月30日、All of Me Club                |
| 2013年 | ゲスト出演 | DOREMI♪TRIO SPRING CONCERTS                                            | 全1公演：4月7日、All of Me Club                 |
| 2013年 | ゲスト出演 | LIVE ENTERTAINMANT -A FLASH BACK 2013-                                 | 全1公演：9月22日、                              |
| 2014年 | 合同ライブ | 南長崎ジャズライブin四ツ谷〜アニソン編〜                               | 全1公演：9月13日、四谷 Live Inn Magic（東京都） |